# Tabanus abactor
Tabanus abactor är en tvåvingeart som beskrevs av Philip 1936. Tabanus abactor ingår i släktet Tabanus och familjen bromsar. Inga underarter finns listade i Catalogue of Life.